# معركة لونغ آيلند
معركة لونغ آيلاند (بالإنجليزية: Battle of Long Island)‏ والمعروفة أيضًا باسم معركة بروكلين ومعركة مرتفعات بروكلين، عمل عسكري لحرب الاستقلال الأمريكية وقعت في 27 أغسطس 1776، على الحافة الغربية من لونغ آيلند في المنطقة الحالية من بروكلين، نيويورك. هزم البريطانيون الأمريكيين وسيطروا على ميناء نيويورك ذي الأهمية الاستراتيجية، والذي احتفظوا به لبقية الحرب. كانت هذه أول معركة كبرى وقعت بعد إعلان الولايات المتحدة استقلالها في 4 يوليو، وفي نشر القوات والقتال، كانت أكبر معركة في الحرب بأكملها.
بعد هزيمة البريطانيين في حصار بوسطن في 17 مارس، قام القائد العام للقوات المسلحة جورج واشنطن بنقل الجيش القاري للدفاع عن مدينة نيويورك الساحلية، الواقعة في الطرف الجنوبي من جزيرة مانهاتن. أدركت واشنطن أن ميناء المدينة سيوفر قاعدة ممتازة للبحرية الملكية، لذلك أسس دفاعات هناك وانتظر حتى يهاجم البريطانيون. في يوليو، نزل البريطانيون، تحت قيادة الجنرال ويليام هاو، على بعد أميال قليلة من الميناء في جزيرة ستاتين قليلة السكان، حيث تم تعزيزهم بأسطول من السفن في خليج نيويورك السفلي خلال الشهر ونصف الشهر التاليين، وبذلك يصل مجموع قوتهم إلى 32000 جندي. عرفت واشنطن صعوبة السيطرة على المدينة مع سيطرة الأسطول البريطاني على مدخل المرفأ في ناروز، وبالتالي نقلت الجزء الأكبر من قواته إلى مانهاتن، معتقدة أنها ستكون الهدف الأول.
في 22 أغسطس، نزل البريطانيون على شواطئ خليج جريفسيند في جنوب غرب مقاطعة بروكلين، عبروا ناروز من جزيرة ستاتن وأكثر من عشرة أميال جنوب معابر النهر الشرقي المؤكدة إلى مانهاتن. بعد خمسة أيام من الانتظار، هاجم البريطانيون الدفاعات الأمريكية في مرتفعات غوان. غير أن هاو، غير المعروف للأمريكيين، التف بجيشه الرئيسي حول من خلفهم وهاجم جناحهم بعد فترة وجيزة. أصيب الأمريكيون بالذعر، مما أدى إلى خسائر بنسبة عشرين في المائة من خلال الإصابات والأسر، على الرغم من أن وقوف 400 من قوات ماريلاند وديلاوير حال دون وقوع خسائر أكبر. انسحب ما تبقى من الجيش إلى الدفاعات الرئيسية في مرتفعات بروكلين. توغل البريطانيون في الحصار، ولكن في ليلة 29-30 أغسطس، أخلت واشنطن الجيش بأكمله إلى مانهاتن دون خسارة الإمدادات أو خسارة حياة واحدة. طُرد الجيش القاري من نيويورك بالكامل بعد عدة هزائم أخرى وأجبر على التراجع عبر نيو جيرسي إلى بنسلفانيا.

## مقدمة للمعركة
في المرحلة الأولى من الحرب، حوصر الجيش البريطاني في مدينة بوسطن شبه الجزيرة واضطر للتخلي عنها في 17 مارس، وأبحر إلى هاليفاكس، نوفا سكوتيا في انتظار التعزيزات. ثم بدأت واشنطن في نقل الأفواج إلى مدينة نيويورك، والتي كان يعتقد أن البريطانيين سيهاجمونها بعد ذلك بسبب الأهمية الاستراتيجية للميناء. غادرت واشنطن بوسطن في 4 أبريل، ووصلت إلى نيويورك في 13 أبريل،  وأنشأت مقرًا رئيسيًا في المنزل السابق لأرشيبالد كينيدي في برودواي مقابل بولينج جرين. كانت واشنطن قد أرسلت تشارلز لي الرجل الثاني في القيادة إلى نيويورك في فبراير الماضي لإنشاء دفاعات المدينة.
بقي لي في مدينة نيويورك حتى مارس، عندما أرسله الكونغرس القاري إلى كارولينا الجنوبية. ترك بناء دفاعات المدينة للجنرال ويليام ألكسندر (اللورد ستيرلنغ). كان عدد القوات محدودًا، لذلك وجدت واشنطن أن الدفاعات غير مكتملة، لكن لي خلص إلى أنه على أي حال سيكون من المستحيل الاحتفاظ بالمدينة مع قيادة البريطانيين للبحر. ورأى أن الدفاعات يجب أن تكون موجودة مع القدرة على إلحاق خسائر فادحة بالبريطانيين إذا تم اتخاذ أي خطوة للسيطرة على الأرض. أقيمت الحواجز والمعاقل في المدينة وحولها، وبني حصن فورت ستيرلنغ عبر النهر الشرقي في مرتفعات بروكلين، مقابل المدينة. كما رأى لي أن المنطقة المجاورة قد جرى تطهيرها من الموالين.